# 潮州里
潮州里（臺羅：Tiô-tsiu-lí）是屏東縣潮州鎮的一個里。

## 交通

### 公路
- 縣道187號

### 街道
- 長興路
- 建基路
- 力行巷
- 四維路

## 觀光、旅遊
- 摸乳巷
- 潮州日式歷史建築文化園區

## 外部連結
- Y Hua. . 痞客邦.   [2020-01-07]. （原始内容存档于2017-10-13） （中文（臺灣））.
- Lein. . 痞客邦. 2017年10月9日 （中文（臺灣））.